# Le Minihic-sur-Rance
Le Minihic-sur-Rance is een gemeente in het Franse departement Ille-et-Vilaine (regio Bretagne). De plaats maakt deel uit van het arrondissement Saint-Malo. Le Minihic-sur-Rance telde op 1 januari 2022 1.499 inwoners.

## Geografie
De oppervlakte van Le Minihic-sur-Rance bedroeg op 1 januari 2022 3,91 vierkante kilometer; de bevolkingsdichtheid was toen 383,4 inwoners per km².

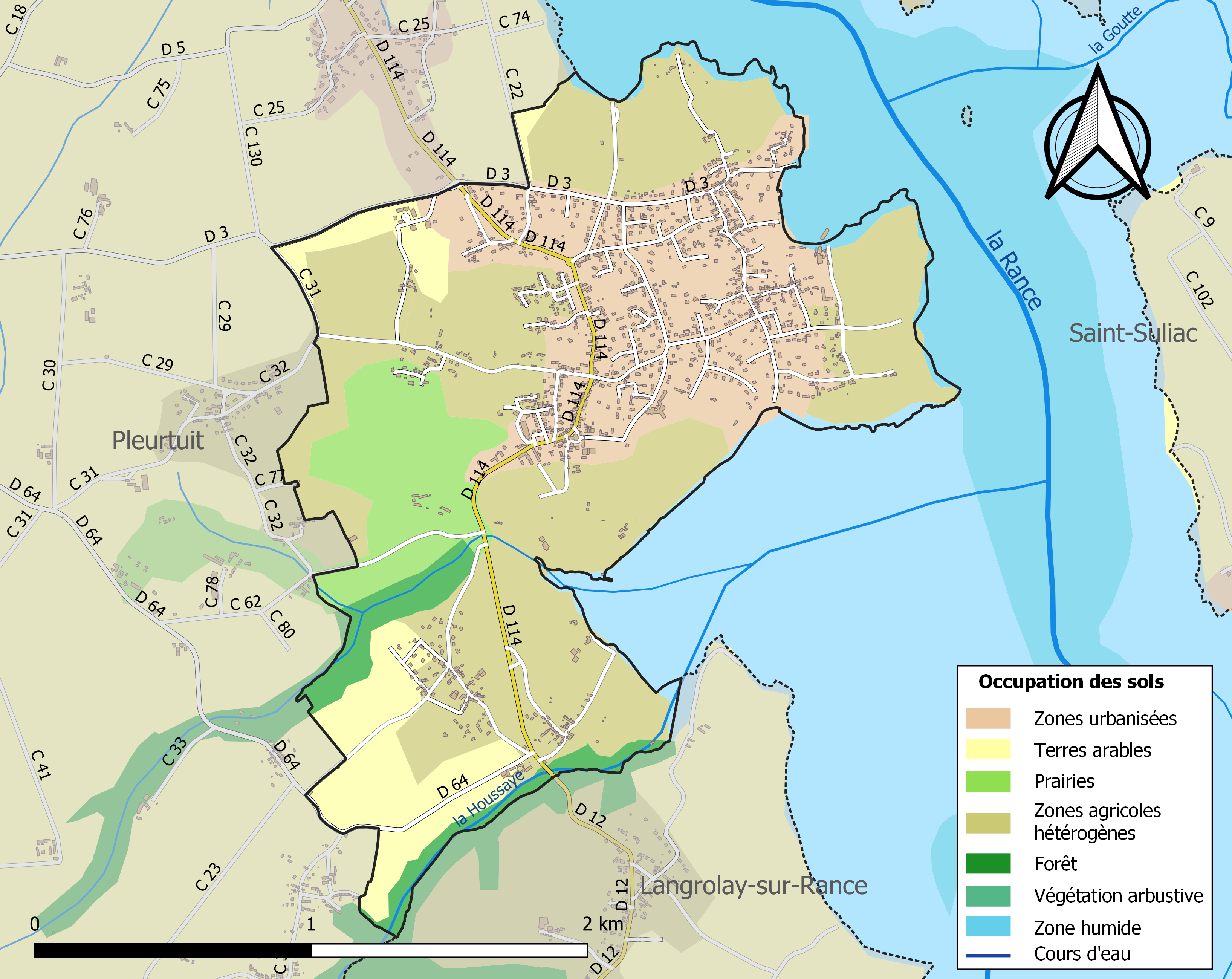
Kaart van de gemeente met belangrijkste infrastructuur, bodemgebruik en omliggende gemeenten

## Demografie
Onderstaande figuur toont het verloop van het inwonertal (bron: INSEE-tellingen).

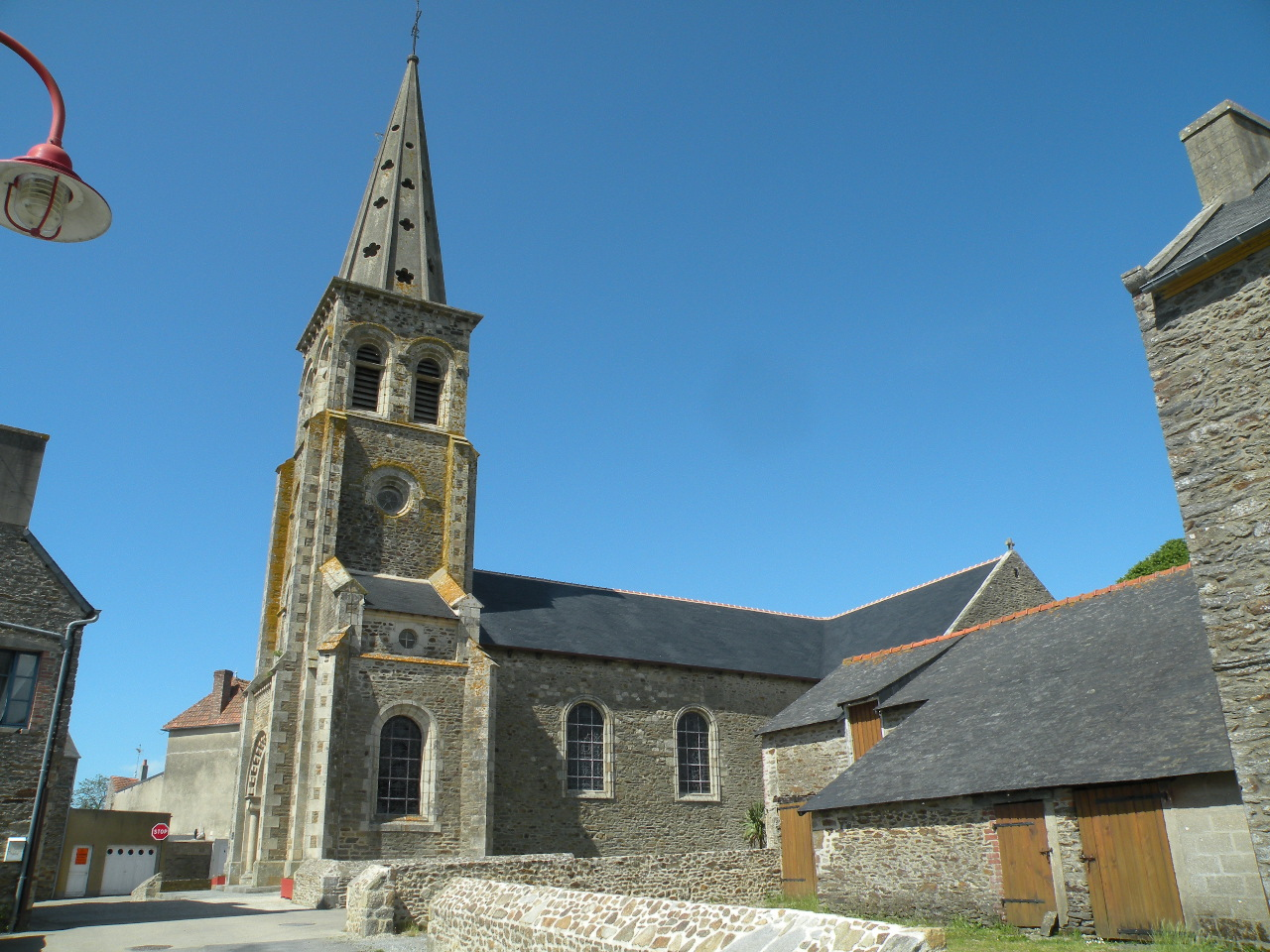
Kirche Saint-Malo
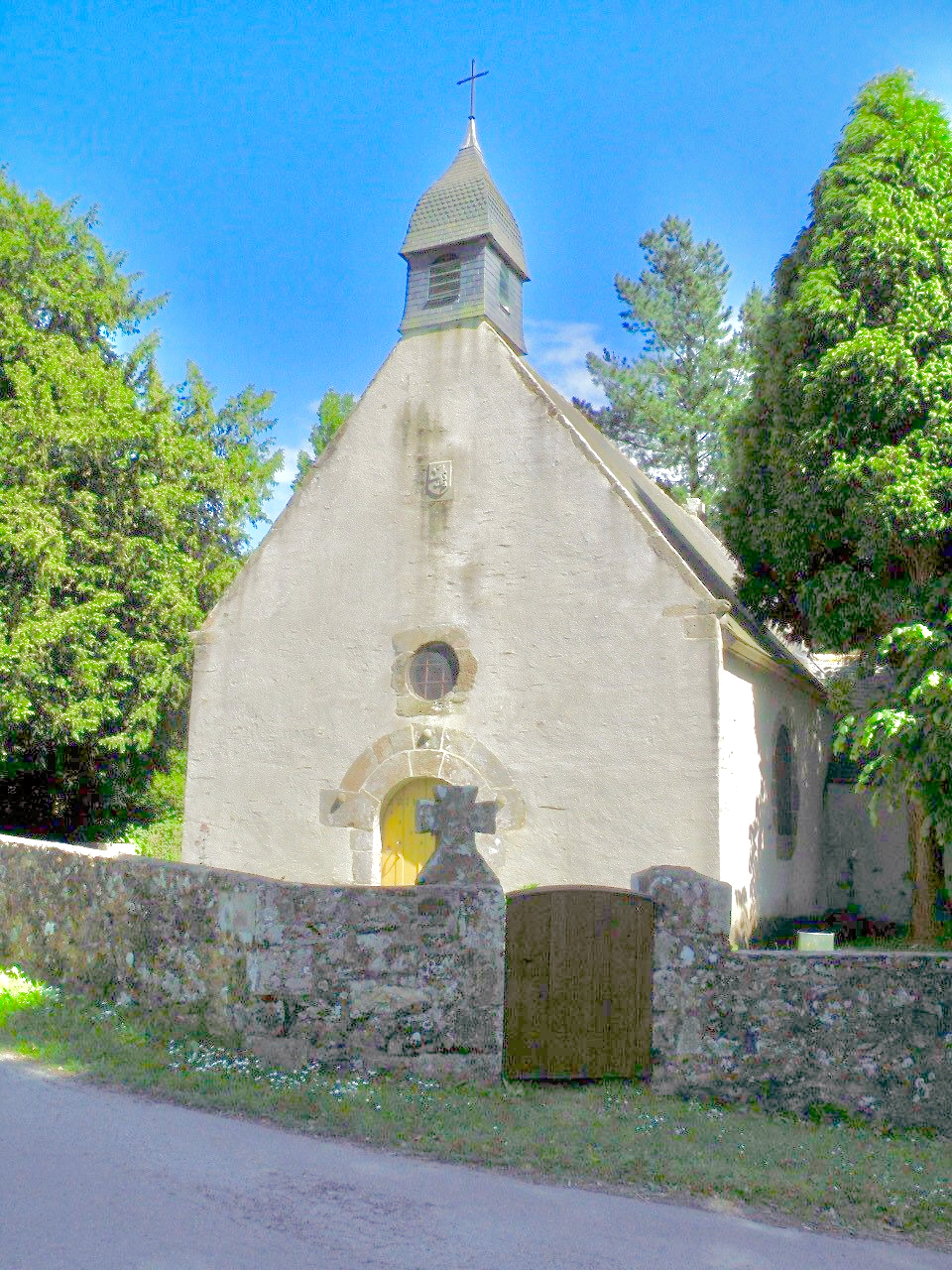
Kapelle Sainte-Anne
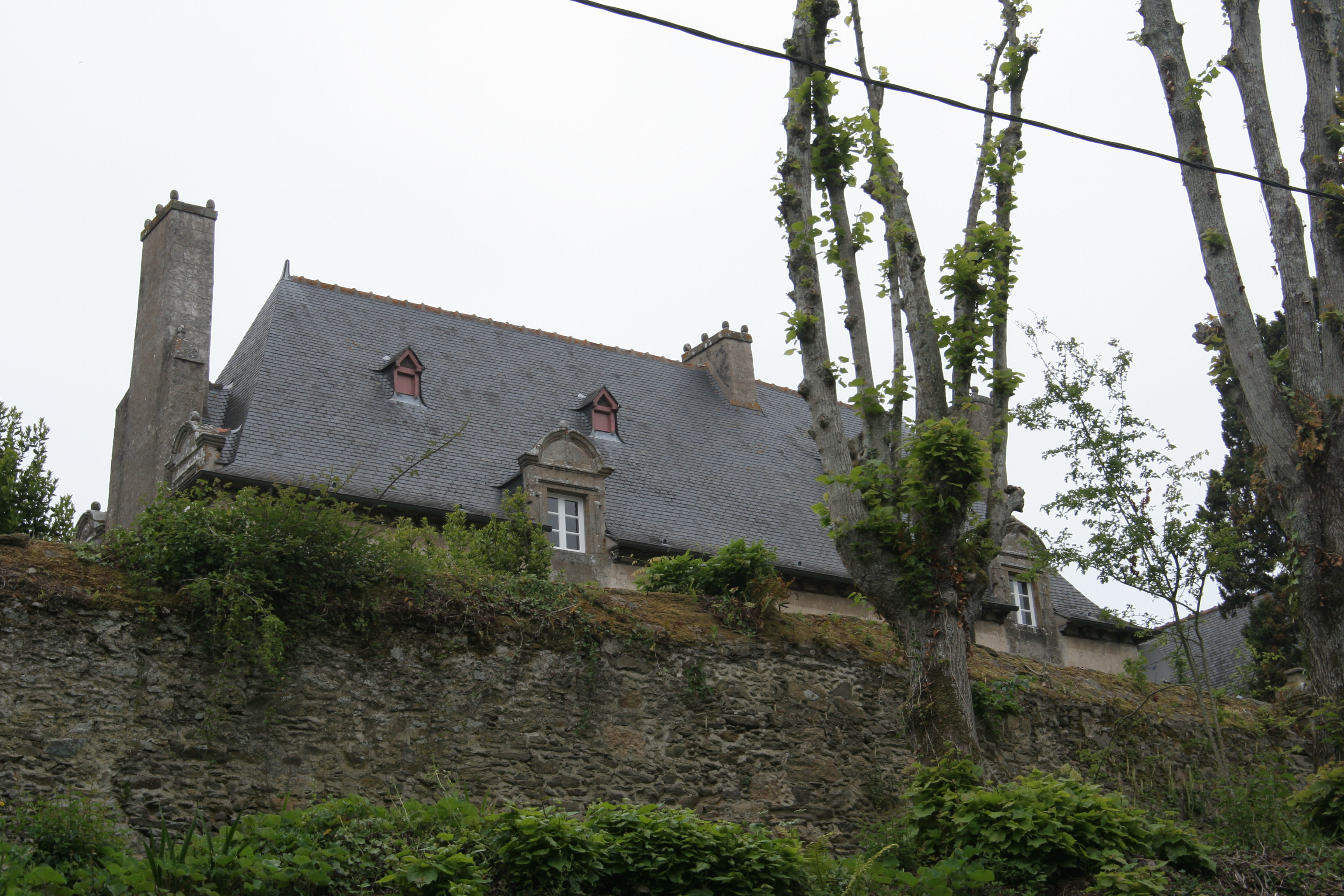
Herrenhaus Le Houx
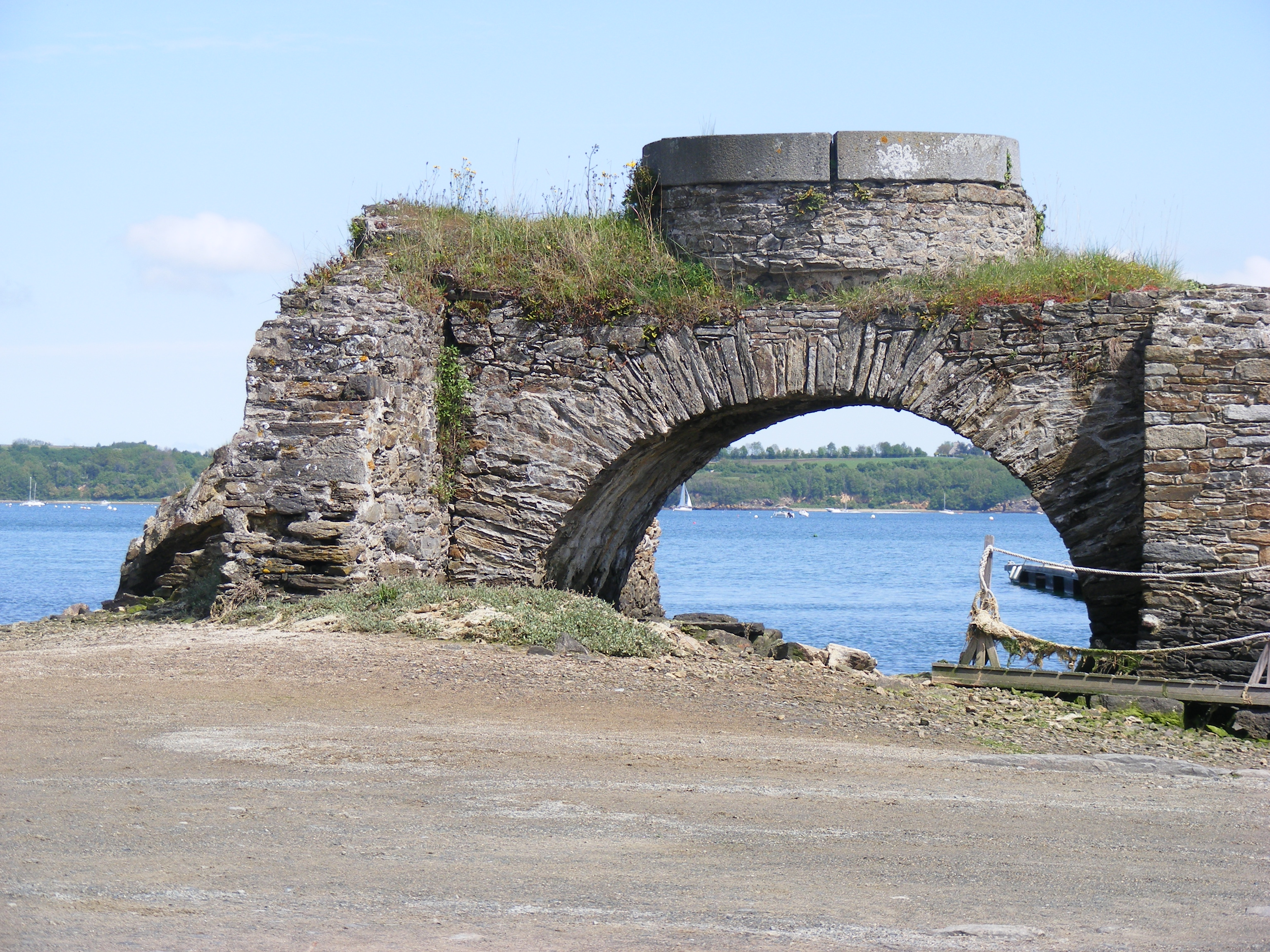
Gezeitenmühle
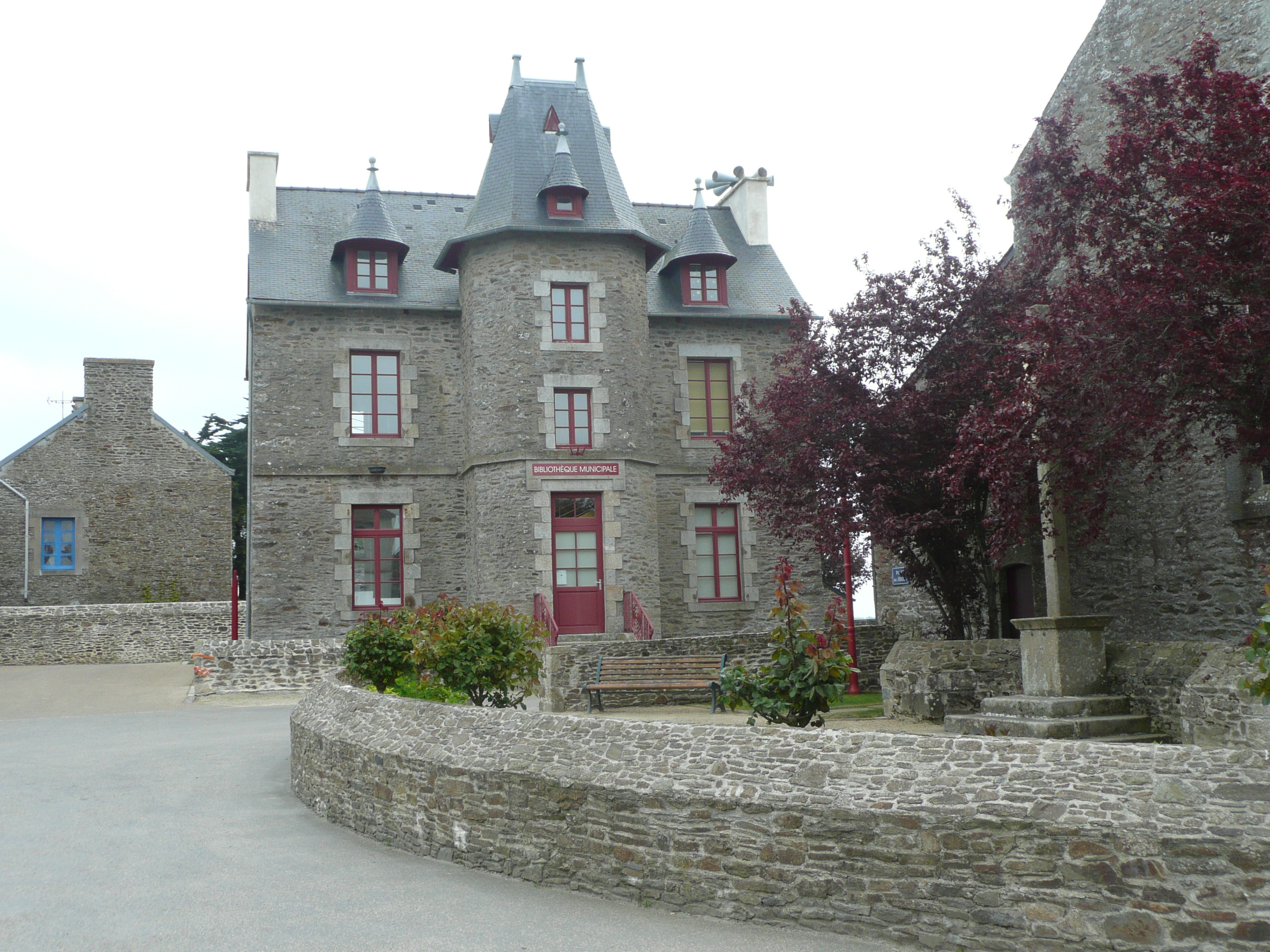
Bibliothek

## Geboren
- William K. L. Dickson (1860-1935), Anglo-Amerikaans uitvinder, bedacht de eerste 'filmprojector'